# ジョー・アルウィン
ジョー・アルウィン（Joe Alwyn, 1991年2月21日 - ）は、イギリスの俳優、ソングライター。

## 生い立ちと教育
1991年イングランド、ケント州タンブリッジ・ウェルズで生まれ、ノースロンドンのタフネルパーク、クラウチエンドで育つ。父親はドキュメンタリー監督・ユニヴァーシティ・カレッジ・ロンドン大学院助教授のリチャード・アルウィン、母親は精神分析的心理療法士・コラムニスト・作家のエリザベス・アルウィン（Elizabeth Meakins）である。祖父は英国テレビドラマ『おしゃれ(秘)探偵』などで知られる監督・プロデューサーのジョナサン・アルウィン、曾祖父は作曲家・指揮者・フルート奏者・音楽教育者のウィリアム・アルウィンである。大叔父はカトリック司祭で反核活動家のブルース・ケントである。
シティー・オブ・ロンドン・スクールに奨学金を受けて通った。ブリストル大学で英文学と演劇の学位を取得し、その後セントラル・スクール・オブ・スピーチ・アンド・ドラマで演技の学位を取得した。

## キャリア

### 俳優
2015年2月、セントラル・スクール・オブ・スピーチ・アンド・ドラマ最終学年での業界関係者向けの発表会でキャスティングディレクターの目に留まり、BBCの刑事ドラマの主要な役を得る。英国のエージェントIndependent Talent Groupと契約しオーディションテープを撮影した2週間後、オスカー受賞監督であるアン・リーから新作映画『ビリー・リンの永遠の一日』の脚本の一部が送られてきてすぐにそのシーンを撮影して送って欲しいという要望があり、父やクラスメイトに協力してもらいながらテープを作成した。それをキャスティングディレクターが気に入り、すぐにニューヨークに来てアン・リーに会って欲しいと連絡があったため何が起こっているのか分からないままニューヨークに飛び、数時間のオーディションに挑んだ。アルウィンはすぐに学校に戻るつもりだったが、アトランタのセットに移動してカメラテストをして欲しいと要望があり、結局10日間アメリカに滞在した。帰国した翌日の朝に主役に決まったとエージェントから電話があった。映画は5か月におよぶ長期の撮影であったため学校を休学し、BBCのドラマは降板することになった。11月、アメリカの大手エージェントCAAと契約した。
2016年11月、『ビリー・リンの永遠の一日』が公開された。本作は特殊カメラを使った実験作でもあり上映できる映画館が普及しておらず、内容も反米反戦的であったことからアメリカでの興行は振るわなかったが、アルウィンの演技は批評家から高評価を得た。公開後はヨルゴス・ランティモス監督に『女王陛下のお気に入り』の主役エマ・ストーンの相手役に抜擢されるなど、『ふたりの女王　メアリーとエリザベス』、『ある少年の告白』、『オペレーション・フィナーレ』など賞レースに絡むような良作に次々とキャスティングされた。アン・リーや経験豊富な俳優陣との長期に渡る撮影を経験したアルウィンは、より多くの優秀な監督・キャストから勉強したいと思うようになった。その為2017年以降は役の大きさよりもスタッフ・キャストから勉強できる作品や、幅広い役に挑戦できるような機会を選んだと話した。
2017年3月、『ベロニカとの記憶』が公開された。『女王陛下のお気に入り』、『ふたりの女王 メアリーとエリザベス』、『ある少年の告白』、『オペレーション・フィナーレ』と1年間に4つの作品に参加した。
2018年5月、『ビリー・リンの永遠の一日』、『ベロニカとの記憶』での演技が評価され、将来の活躍が期待される若手俳優に贈られるカンヌ国際映画祭ショパール・トロフィーを受賞した。『女王陛下のお気に入り』、『ふたりの女王　メアリーとエリザベス』、『ある少年の告白』、『オペレーション・フィナーレ』が公開された。8月、ヴェネツィア映画祭にてプレミア上映された『女王陛下のお気に入り』は批評家から絶賛され、アルウィンもプロモーションの為多くの映画祭や授賞式に出席した。
2019年公開の『ハリエット』では主人公ハリエット・タブマンを追い詰める奴隷主の役を演じ、『オペレーション・フィナーレ』でのナチスの戦犯アドルフ・アイヒマンの息子役、『ある少年の告白』では主人公を陥れるルームメイトなど、ハンサムで優し気なルックスに反した「悪役」を演じる機会が多いことに関してアルウィンは、どうしてそのような行動をとるようになったのかなどキャラクターの人間性を掘り下げて演じることにやりがいを感じると話した。
2019年、BBCのミニシリーズ『A Christmas Carol』ではボブ・クラチット役を演じ、ガイ・ピアーズと共演した。
2020年はコロナ禍によって予定していた撮影が延期されたが、Hulu・BBC3のドラマシリーズ『Conversations with Friends』のNick役、ルカ・グァダニーノ監督のBBCドラマシリーズ『Brideshead Revisited』の Sebastian Flyte役などにキャスティングされた。撮影が延期されていたエミリー・ブロンテの伝記映画『Emily』はスケジュールの都合で降板した。
2021年レナ・ダナム監督の『Catherine Called Birdy』に主人公の叔父役で参加した。Claire Denis監督の『The Stars at Noon』にタロン・エガートンの代役として急遽起用された。当初ロバート・パティソンが主演する予定だったがスケジュールの都合で降板し、代役としてエガートンの主演が決まっていたが、撮影開始後に個人的な都合により降板した。
2022年、アカデミー賞短編映画賞を受賞したアニール・カリアとリズ・アーメッドが再びタッグを組む現代版『ハムレット』のリアティーズ役に起用された。ヨルゴス・ランティモス監督エマ・ストーン主演の新作映画『And』に参加すると発表された。米誌タイム次世代の100人「Time100 Next 2022」に選ばれ、友人のライアン・レイノルズが紹介文を寄稿した。
2023年、ブラディ・コーベット監督による『ブルータリスト』のキャストに加わったと発表された。共演はエイドリアン・ブロディ、フェリシティ・ジョーンズ、ガイ・ピアーズ。

### モデル
長身を生かして俳優デビュー当初からモデルとしても活躍している。プラダ（PRADA）の2018年春夏メンズコレクションキャンペーンモデルに起用され、2018年秋冬でも続けて起用された。2020年トム・フォードの新作フレグランス 「Beau De Jour」のキャンペーンモデルに起用された。

### ソングライター
2020年7月、長年の恋人であるテイラー・スウィフトが発表したアルバム『フォークロア』の作詞作曲者にWilliam Boweryという実在しないソングライターがクレジットされており、当初からアルウィンのペンネームではないかと噂されていた。11月スウィフト自身がWilliam Boweryはアルウィンのペンネームであり、「betty」「exile」の2曲を共作したことを明かした。スウィフトによると、アルウィンは普段からよく楽器を弾いて作曲をしており、何気なく作っていた曲を気に入ったスウィフトがコロナ禍による隔離生活でやることもないから一緒に曲を作らないかと提案して実現したと明かした。12月に発表された姉妹アルバムである「evermore」ではさらに「coney island」「champagne problems」「evermore」の3曲を共作した。2021年3月、『フォークロア』がグラミー賞の最優秀アルバム賞を受賞し、アルウィンも共同プロデューサーとして同賞を受賞した。2021年11月「evermore」がグラミー賞の最優秀アルバム賞にノミネートされた。2022年10月スウィフトの10枚目のアルバム「Midnights」で「Sweet Nothing」をスウィフトと共作した。
2022年5月、アメリカのテレビ番組でアルバム発表当初正体を明かさなかった理由について、「私たちが一緒に制作したことを考察するよりも、まず第一に音楽を聴いてもらいたかったので、そうすることにしました。」と説明した。またウィリアム・バウリーというペンネームの由来については、「ウィリアムは私の曽祖父の名前で、実際に会ったことはないのですが作曲家でした。彼は多くのクラシック音楽と映画のスコアを作曲したそうです」と述べ、「バワリーは、初めてNYに滞在した際にたくさんの時間を過ごした地区の名前です」と説明した。また雑誌GQでは、スウィフトとの楽曲共同執筆について「それは本当にロックダウン中に起こった最も偶然のできごとだったんです。『3時だから曲を書く時間だ！』みたいな感じじゃなかった。ただピアノをいじって、下手な歌を歌ってて、そこから『一緒に最後までやってみたらどうだろう？』と考えただけだった。」と明かした。

## 私生活
2016年秋頃からテイラー・スウィフトと交際している。2017年5月に交際が発覚するまではウィッグをかぶって外出したりプライベートジェットを駆使して家族や親しい友人以外には交際をひた隠しにしていた。交際発覚以降もプライベートな生活を明かす必要がないとして、メディアなどでお互いの名前を出すことすら拒否した。2018年頃からスウィフトのコンサート会場にアルウィンが姿を現したり、アルウィンの出演映画のプレミア上映会に揃って出席するなど、お互いの仕事をサポートをする機会が増えた。2020年のゴールデン・グローブ賞ではレッドカーペットは別々に歩いたものの、初めて公の場で2人揃って出席した。スウィフトのドキュメンタリー映画『ミス・アメリカーナ』ではアルウィンがコンサート会場のバックステージでスウィフトと抱擁するシーンが使用された。新型コロナウイルス流行による隔離生活ではアルウィンがスウィフトの飼い猫をSNSにアップし一緒に隔離生活を送っていることを示唆したり、2人で曲作りをしていたことをスウィフトが話すなど徐々に公の場でお互いの事を話す機会も増えている。
数々の有名人とのオープンな交際で知られたスウィフトが一転して交際をひた隠しにしたことにより交際発覚当初は報道が過熱したが、アルウィンの地元であるノースロンドンでお互いの家族や親しい友人との交流以外は写真を撮られるような場所にも出歩かないという徹底した生活を送っているため、徐々に2人のプライベートを守りたいという姿勢が浸透した。
これまで交際相手との赤裸々な別れの曲を歌うことで知られたスウィフトが、アルウィンについては彼との将来を期待するようなロマンティックな曲を書き続けており、何度も婚約や結婚の噂が報道されている。
2023年4月、スウィフトととの破局が報道され、約6年半の交際に終止符が打たれた。報道によると、別れの数ヶ月前から結婚について話し合っていたところ、将来への考え方の違いが浮き彫りになったこと、ロックダウン終了以降急激に上昇したスウィフトへの注目の大きさにアルウィンが苦しんでたこと、また元々の性格の違いが無視できない状況になり距離ができてしまったことなどが別れの理由としてあげられた。

## 人物
・映画好きの父親と演劇好きの母親の影響で幼少期から演技に興味を持っていたものの内向的な性格であったため、演劇学校に合格するまで周囲には俳優になりたいという夢を明かさなかったが、両親共に自身の夢を応援してくれたことを感謝している。
・１つ上の兄と12歳下の弟がいる。
・12歳の頃からの友人７人グループと現在も親しくしており、毎日WhatsAppで会話している。
・控えめで落ち着いていて、のんびりとした性格である。
・好きな映画は「波止場」「ブギーナイツ」「ロミオ+ジュリエット」
・父親の影響で多くのフランス映画を見て育った。
・好きなテレビドラマは「The Office（英国オリジナル版）」
・子供の頃から魚、亀、モルモット、犬などたくさんの動物に囲まれて育った。現在は実家でフリントという名前の犬を飼っている。
・ポール・トマス・アンダーソンの大ファンである。
・好きな俳優は、ベン・ウィショー、マーク・ライランス、フィリップ・シーモア・ホフマン、ダニエル・デイ・ルイス、マーロン・ブランド。
・初恋の芸能人はマリオン・コティヤール。
・映画「マスク・オブ・ゾロ」に夢中になり、ゾロになりきっておもちゃの剣を振り回し家中を傷だらけにして母親を怒らせた。家の中が壊れるのを防ぐためにフェンシング教室に通い始めたが、そこでキャスティングディレクターの目に留まり、映画『ラブ・アクチュアリー』のサム役のオーディションを受けた。起用はされなかったものの、学校を休んでヒュー・グラントや監督のリチャード・カーティスに会って台本読みをしたことは覚えていると話した。
・演劇学校時代の恩師Nick Moseleyはアルウィンの印象について「ジョーの成熟した態度と知性はクラスに多くの利益をもたらしました。またジョーは作品への情熱と芸術性に対する信念を持っており、若いクラスメイトにインスピレーションを与えました。」「ジョーは謙虚な人間です。ハリウッド映画の主演に抜擢された後でも彼は全く変わらなかった。そしてこれからもそうだと思います。」と語った。
・ヴィンテージライターのコレクターである。
・テクノロジーが苦手でInstagramのアカウントを持っているが全く使いこなせず、投稿するのに毎回1時間ほどかかる。
・できるだけ徒歩で移動することを好む。ロンドン市内では地下鉄やバスを自転車を利用し、車での移動はできるだけ避ける。
・イギリスの有名私立学校であるシティ・オブ・ロンドン・スクールに6年間通った。２つ上の学年にダニエル・ラドクリフがいた。
・運動が得意で学生時代はテニス、ラグビー、サッカーなど多くのスポーツに勤しんだ。
・「Anger Management」という名のバンドを組んでいた。担当はギター。
・好きな音楽はラップ・ミュージックで子供の頃はエミネムの大ファンだった。お気に入りのアーティストはリッキ・リー、The National。
・流行りのファッションにはあまり興味がなく、本当に気に入った服を擦り切れるまで着続ける。
・好きな飲み物はペパーミントティー。
・チェルシーFCのファンである。

## 主な出演作品

### 映画
| 公開年 | 邦題 原題                                                      | 役名                           | 監督                       | 備考                 |
| ------ | -------------------------------------------------------------- | ------------------------------ | -------------------------- | -------------------- |
| 2016   | ビリー・リンの永遠の一日 Billy Lynn's Long Halftime Walk       | ビリー・リン                   | アン・リー                 | 主演                 |
| 2017   | ベロニカとの記憶 The Sense of an Ending                        | エイドリアン・フィン           | リテーシュ・バトラ         |                      |
| 2018   | 女王陛下のお気に入り The Favourite                             | サミュエル・マシャム           | ヨルゴス・ランティモス     |                      |
| 2018   | ふたりの女王 メアリーとエリザベス Mary Queen of Scots          | ロバート・ダドリー             | ジョーシー・ルーク         |                      |
| 2018   | ある少年の告白 Boy Erased                                      | ヘンリー・ウォレス             | ジョエル・エドガートン     |                      |
| 2018   | オペレーション・フィナーレ Operation Finale                    | Klaus Eichmann                 | クリス・ワイツ             |                      |
| 2019   | ハリエット Harriet                                             | ギデオン・ブローダス           | ケイシー・レモンズ         |                      |
| 2020   | ミス・アメリカーナ Miss Americana                              | 本人                           | ラナ・ウィルソン           | カメオ出演           |
| 2021   | 愛しい人から最後の手紙 The Last Letter from Your Lover         | ローレンス・スターリング       | オーガスティン・フリッゼル |                      |
| 2021   | スーヴェニア -私たちが愛した時間、その後- The Souvenir Part II | マックス                       | ジョアンナ・ホッグ         | カメオ出演           |
| 2022   | The Stars at Noon                                              | Daniel                         | クレール・ドゥニ           | 主演                 |
| 2022   | 少女バーディ 〜大人への階段〜 Catherine Called Birdy           | Uncle George                   | レナ・ダナム               |                      |
| 2024   | 憐れみの3章 Kinds of Kindness                                  | 収集品鑑定人 ジェリー ジョセフ | ヨルゴス・ランティモス     |                      |
| 2024   | ブルータリスト The Brutalist                                   | ハリー・ヴァン・ビューレン     | ブラディ・コーベット       |                      |
| TBA    | Hamlet                                                         | Laertes                        | アニル・カリア             | ポストプロダクション |
| TBA    | Hamnet                                                         | Bartholomew                    | クロエ・ジャオ             | ポストプロダクション |
| TBA    | Panic Carefully                                                |                                | サム・エスメイル           | 撮影中               |

### テレビ
| 放映年 | 邦題 原題                  | 役名         | 監督                                        | 備考                   | 放送局     |
| ------ | -------------------------- | ------------ | ------------------------------------------- | ---------------------- | ---------- |
| 2019   | A Christmas Carol          | Bob Cratchit | Nick Murphy                                 | ミニシリーズ 計3話出演 | BBC        |
| 2022   | Conversations with Friends | Nick         | リアン・ウェルハム レニー・エイブラハムソン | 計12話出演             | BBC3、Hulu |

## 受賞歴
| 年   | ノミネート   | カテゴリー                  | 賞                                   | 結果 | 備考           |
| ---- | ------------ | --------------------------- | ------------------------------------ | ---- | -------------- |
| 2018 | N/A          | Male Revelation of the Year | Cannes Film Festival/Trophée Chopard | 受賞 |                |
| 2021 | フォークロア | 最優秀アルバム賞            | グラミー賞                           | 受賞 | プロデューサー |
| 2022 | エヴァーモア | 最優秀アルバム賞            | グラミー賞                           |      | ソングライター |